# Nuncia dentifera
Nuncia dentifera är en spindeldjursart som beskrevs av Forster 1954. Nuncia dentifera ingår i släktet Nuncia och familjen Triaenonychidae. Inga underarter finns listade i Catalogue of Life.